# Cités et Gouvernements locaux unis
Cités et Gouvernements Locaux Unis (CGLU), en anglais United Cities and Local Governments, en espagnol Ciudades y Gobiernos Locales Unidos, est une organisation faîtière pour les villes, les gouvernements locaux et régionaux et les associations municipales à travers le monde. Elle a été fondée en 2004, lorsque les organisations de collectivités locales existantes - l'Union Internationale des Collectivités Locales (UICL) et les Organismes des Villes Unis (UTO) - ont uni leurs réseaux mondiaux respectifs de villes et d'associations nationales de collectivités locales en une seule organisation. Le siège de Cités et Gouvernements Locaux Unis, le Secrétariat Mondial, est basé à Barcelone (Espagne).
CGLU est la plus grande organisation de gouvernements infranationaux au monde, avec plus de 240 000 membres dans plus de 140 États Membres de l'ONU et se veut la voix unie et le défenseur mondial de l'autonomie locale démocratique, représentant de facto plus de la moitié de la population mondiale.
Les villes et les associations membres de CGLU sont présentes dans plus de 120 États membres des Nations unies à travers sept régions du monde.
Les activités de l'organisation comprennent l'accueil de réunions de maires et d'autres dirigeants locaux et régionaux, la défense des intérêts des collectivités locales et régionales à l'ONU, et une formation internationale peer-to-peer sur les politiques et pratiques locales.
La mission déclarée de l'organisation et votre programme de travail est:
Être la voix unie et le défenseur mondial de l'autonomie locale démocratique, en promouvant ses valeurs, ses objectifs et ses intérêts, par la coopération entre les gouvernements locaux et au sein de la communauté internationale au sens large. 
Son programme de travail est axé sur:
- Accroître le rôle et l'influence des collectivités locales et de leurs organisations représentatives dans la gouvernance mondiale;
- Devenir la principale source de soutien pour une administration locale démocratique, efficace et innovante proche du citoyen;
- Assurer une organisation mondiale efficace et démocratique.

## Histoire
Les origines de CGLU remontent à 1913, lorsque l'Union Internationale des Villes (UIV) a été créée lors du Congrès International de l'Art de Construire des Villes et d'Organiser la Vie Communautaire à Gand, Belgique. La création de l'UIV, un bureau permanent de communication et de documentation sur les questions municipales, a marqué la naissance du mouvement municipal international. L'association comptait un Conseil provisoire de 30 membres et son premier siège était à Bruxelles. En 1928, l'UIV changea de nom et devint l'Union Internationale des Collectivités Locales (IULA). En 1948, le secrétariat de l'IULA a déménagé de Gand à La Haye aux Pays-Bas, où il est resté jusqu'en 2004. 
La Fédération mondiale des cités unies (UTO) a été créée en 1957 à Aix-les-Bains, France. Initialement connue sous le nom de Fédération mondiale des villes jumelées.
En 1984, Michel Giraud, alors Président du Conseil Régional d'Ile-de-France, convoque le premier Congrès Metropolis. Le Congrès constitutif de Metropolis s'est tenu à Montréal en avril 1985 et a réuni 14 villes membres fondatrices: Abidjan, Addis-Abeba, Barcelone, Buenos Aires, Le Caire, Colombo, Ile-de-France, Londres, Los Angeles, Mexico, Montréal, New York, Tokyo et Turin. Le secrétariat de Metropolis a d'abord été établi à Montréal, puis à Barcelone sous la présidence de Joan Clos, alors maire de Barcelone, en 2000. En 2004, trois associations internationales de collectivités locales et régionales - l'Union Internationale des Collectivités Locales (IULA), l'Organisation des Villes Unies (UTO) et Metropolis - ont accepté de se réunir pour former une seule organisation lors du congrès fondateur de CGLU.
La CGLU revendique exercer un lobbying politique auprès de l'Union européenne, de la Banque mondiale et de l'ONU pour obtenir « l'établissement d'un fonds européen pour la diplomatie des villes. » Le journaliste Benoît Bréville se montre septique quant au bien-fondé de ce genre d'initiative : « Il se forme alors un cercle vicieux. En concentrant les richesses et les activités à forte valeur ajoutée dans les métropoles, la mondialisation a accru leur poids politique, économique et culturel. Confrontées aux mêmes problèmes, abritant la même population aisée et diplômée, elles ont commencé à se ressembler (...), puis à se rassembler. Unies pour défendre leur intérêts communs, elles influent désormais sur les centres de décision, de la Banque mondiale à la Commission européenne, et orientent ainsi les politiques publiques à leur avantage, accentuant un modèle de développement spatialement inégalitaire, qui délaisse les campagnes et les petites communes ».

## Organisation et composition
CGLU est une organisation à structure fédérale démocratique. Ses membres sont des collectivités locales et régionales et leurs associations nationales. Les organes directeurs de CGLU sont composés de dirigeants élus localement, choisis par leurs pairs lors des élections par les membres de CGLU. Le Président de CGLU pour le mandat 2016-2019 est Parks Tau, Président de l'Association des Gouvernements Locaux d'Afrique du Sud.

### Sections
- Section Afrique (CGLU Afrique)
- Section Asie-Pacifique (CGLU-ASPAC)
- Section Eurasie (CGLU-Eurasie)
- Section Europe -Conseil des Communes et Régions d'Europes (CCRE)
- Section du Moyen-Orient et de l'Asie occidentale (MEWA)
- Coordination latino-américaine des autorités locales pour l'unité dans la diversité (CORDIAL)
- Section Amérique du Nord (CGLU - Noram)
- Section métropolitaine (Metropolis)
- Forum des Régions (CGLU Régions)

### Les organes directeurs

#### Conseil mondial
Le principal organe directeur de CGLU est le Conseil mondial. Il compte plus de 300 membres de toutes les régions du monde et se réunit une fois tous les trois ans.

#### Bureau exécutif
Le bureau exécutif de CGLU est composé de 115 membres. Il se réunit deux fois par an et fait des propositions et exécute les décisions du Conseil mondial.

#### Présidence
La présidence du réseau mondial CGLU est composée du Président, de six Coprésidents, du Trésorier et du Trésorier adjoint. La présidence pour la période 2016-2019 est:
Président: Parks Tau, Président de l'Association sud-africaine des gouvernements locaux (SALGA)
"Coprésidents":
- Tahir Akyürek, Maire de la municipalité métropolitaine de Konya (Turquie)
- Ada Colau, Maire de Barcelone (Espagne)
- Wen Guohui, Maire de Guangzhou (Chine)
- Anne Hidalgo, Maire de Paris (France)
- Roland Ries, Maire de Strasbourg (France)
- Mauricio Rodas Espinel, Maire de Quito (Équateur)

Trésorier:Berry Vrbanovic, Maire de Kitchener (Canada)
Trésorier Adjoint: Mohamed Sadiki, Maire de Rabat (Maroc)

## Groupe de travail mondial des gouvernements locaux et régionaux (GTF)
CGLU facilite le Global Taskforce of Local and Regional Governments (GTF), un mécanisme de coordination et de consultation qui rassemble les principaux réseaux internationaux de gouvernements locaux pour entreprendre un travail conjoint de plaidoyer relatif aux processus politiques mondiaux. Le Groupe de Travail Mondial a été créé en 2013 pour apporter les perspectives des collectivités locales et régionales aux SDG, au programme sur le changement climatique et au Nouvel Agenda Urbain, en particulier. Outre CGLU, les participants au Groupe de travail mondial comprennent ICLEI et C40 Cities.

## Comité Consultatif des Autorités Locales auprès des Nations Unies (UNACLA)
Comité Consultatif des Autorités Locales auprès des Nations unies (UNACLA) a été créé par la résolution 17/18 du Conseil d'administration des Nations unies pour l'habitat de 1999 en tant qu'organe consultatif pour renforcer le dialogue du système des Nations unies avec les autorités locales en ce qui concerne la mise en œuvre du Programme pour l'habitat. CGLU préside l'UNACLA et détient 10 de ses 20 sièges. CGLU co-organise le secrétariat de l'UNACLA avec ONU-Habitat.